# Mark Addy
Mark Ian Addy (York, 14 de enero de 1964) es un actor británico. Ha trabajado en cine, televisión y teatro, y en 1997 recibió una nominación a los premios BAFTA en la categoría de mejor actor de reparto por su papel en la película The Full Monty.

## Biografía
Mark Addy asistió a la Real Academia de Arte Dramático e inició su carrera como actor en televisión. Trabajó en series como Policía de barrio (1990), Married with Children (1992) o Ley y desorden (1996), e interpretó el papel de Bill Miller en Still Standing entre 2002 y 2006. En 2009 fue elegido para interpretar al rey Robert Baratheon en la adaptación televisiva de la serie de novelas Canción de hielo y fuego, del escritor George R. R. Martin, que bajo el título Juego de tronos comenzó a emitirse en 2011.
Debutó en el cine con Bruised Fruit (1996), pero fue su trabajo en The Full Monty (1997) el que le dio más fama. Por él recibió una nominación a los premios BAFTA en la categoría de mejor actor de reparto y ganó, junto al resto de sus compañeros, el premio del Sindicato de Actores de Cine al mejor reparto. Posteriormente trabajó en otras películas como Jack Frost (1998), Los Picapiedra en Viva Rock Vegas (2000) —donde interpretó el papel de Pedro Picapiedra—, A Knight's Tale (Corazón de caballero) (2001), La máquina del tiempo (2002), La vuelta al mundo en 80 días (2004) y Robin Hood (2010). 
También ha participado en varias obras de teatro, como Donkeys' Years, en el papel Kenneth Snell, que supuso su debut en el West End londinense.

## Filmografía

### Cine
| Año  | Título                                   | Rol                        | Notas |
| ---- | ---------------------------------------- | -------------------------- | --- |
| 1990 | Dark Romances Vol. 2                     | Sam                        | |
| 1996 | Bruised Fruit                            | Angel                      | Cortometraje |
| 1996 | Respect                                  | Joe Carr                   | Película para televisión |
| 1997 | The Heart Surgeon                        | Phil Mycroft               | Película para televisión |
| 1997 | The Full Monty                           | David "Dave" Horsefall     | Ganador - Premio del Sindicato de Actores al mejor reparto Nominado—Premio BAFTA al mejor actor de reparto Nominado—Premio Satellite al Mejor Actor de Reparto comedia o musical |
| 1998 | Closer                                   |                            | Cortometraje |
| 1998 | Jack Frost                               | Mac MacArthur              | |
| 1999 | The Last Yellow                          | Frank                      | |
| 1999 | The Flint Street Nativity                | Ass                        | Película para televisión |
| 2000 | The Announcement                         | Andy                       | |
| 2000 | Los Picapiedra en Viva Rock Vegas        | Pedro Picapiedra           | |
| 2000 | Married 2 Malcolm                        | Malcolm                    | |
| 2001 | Down to Earth                            | Cisco                      | |
| 2001 | A Knight's Tale                          | Roland                     | |
| 2002 | La máquina del tiempo                    | David Philby               | |
| 2002 | Heartlands                               | Ron                        | |
| 2003 | Devorador de pecados                     | Thomas Garrett             | |
| 2004 | La vuelta al mundo en 80 días            | Capitán del barco de vapor | |
| 2008 | Bike Squad                               | Sargento John Rook         | Película para televisión |
| 2009 | Red Riding: In the Year of Our Lord 1983 | John Piggott               | |
| 2010 | It's a Wonderful Afterlife               | DI Smythe                  | |
| 2010 | Robin Hood                               | Fraile Tuck                | |
| 2010 | Barney's Version                         | Detective O'Hearne         | |

### Televisión
| Año       | Título                        | Rol                 | Notas |
| --------- | ----------------------------- | ------------------- | --- |
| 1987      | The Continental               |                     | |
| 1987      | The Ritz                      |                     | Episodio: "Monday" |
| 1988      | A Very Peculiar Practice      | Mal Prentis         | 2 episodios |
| 1990      | The Bill                      | Matthew Holden      | 2 episodios |
| 1992      | Married... with Children      | Lower Uncton Local  | 2 episodios |
| 1994      | Between the Lines             | PC                  | Episodio: "Unknown Soldier" |
| 1995      | Band of Gold                  | DC Sherrington      | 3 episodios |
| 1995      | Peak Practice                 | Alec Kitson         | Episodio: "A Normal Life" |
| 1995      | Ghostbusters of East Finchley | DC Newley           | 2 episodios |
| 1995-1996 | Heartbeat                     | Norman Greengrass   | 2 episodios |
| 1996      | Out of the Blue               | Robbo               | Sexto episodio de la segunda temporada                                                                                              |
| 1996      | The Thin Blue Line            | D.C. Boyle          | 7 episodios |
| 1997      | Sunnyside Farm                | Ken Sunnyside       | |
| 2000      | Too Much Sun                  | Nigel Conway        | 6 episodios |
| 2002–2006 | Still Standing                | Bill Miller         | 88 episodios |
| 2007      | Bonkers                       | Tony Barker         | 6 episodios |
| 2010      | National Theatre Live         | Squire Max Harkaway | Episodio: "London Assurance" |
| 2011      | Juego de tronos               | Robert Baratheon    | 7 episodios Nominado—Scream Awards al mejor reparto Nominado—Premio del Sindicato de Actores al mejor reparto de televisión - Drama |
| 2011      | Great Expectations            | Pumblechook         | |
| 2011–2013 | Trollied                      | Andy                | |
| 2013      | The Syndicate                 | Alan                | |
| 2013–2015 | Atlantis                      | Hércules            | 26 episodios |
| 2014      | Remember Me                   | Rob Fairholme       | 3 episodios |
| 2016      | Jericho                       | Earl Bamford        | |
| 2016      | New Blood                     | DS Derek Sands      | |